# Északi fény (regény)
Az Északi fény Philip Pullman brit író regénye. Az Úr sötét anyagai könyvtrilógia első kötete. Eredeti nyelven (Northern Lights) 1995-ben adták ki az Egyesült Királyságban.

## Cím
A könyv az Egyesült Államokban The Golden Compass (Az arany iránytű) címen jelent meg, mivel a történetben szereplő jelképolvasó eszköz, az aletiométer iránytűre emlékeztet.
A trilógia eredetileg tervezett címe The Golden Compasses volt, amely John Milton Elveszett paradicsom című művéből ered, és a „compasses” (iránytűk) angol szó másik jelentésére, a körzőre utal.

## Magyarul
A magyar változat először 1997-ben jelent meg Borbás Mária fordításában, a Magyar Könyvklub gondozásában.
A kötetet 2007-ben, a történet filmadaptációjának megjelenésekor újból kiadta az Alexandra Kiadó. A 2007-es, harmadik kiadás a mozifilmből származó borítóval, Északi Fény - Az arany iránytű címen jelent meg.

### Kiadásai
- Északi fény; ford. Borbás Mária; Magyar Könyvklub, Bp., 1997
- Az arany iránytű. Északi fény trilógia 1.; ford. Borbás Mária; Ciceró, Bp., 2017

## Cselekmény összefoglalása
|  | Alább a cselekmény részletei következnek! |

A történet azzal indul, hogy Lyra Belacqua - egy tizenegy éves, árva kislány, az oxfordi Jordan Kollégium lakója - besurran a kollégium ejtőzőszobájába, daimónja, Pantalaimon (lelke testen kívüli, állat formájú megtestesülése) tiltakozása ellenére. A szobában elbújva meglátják, amint a kollégium mestere titkon valamilyen port szór a Lyra nagybátyjának, Lord Asrielnek szánt tokajiba. Lyra elárulja ezt (az egyszerre félt és csodált) Lord Asrielnek, aki aztán "véletlenül" feldönti az italt. Lord Asriel azért jött, hogy a kollégium tudósainak egy speciális eljárással készült képet mutasson, amely rejtélyes elemi részecskéket, úgynevezett Port ábrázol. A Por a messzi északon, az aurora borealis, a sarki fény vidékén van nagy mennyiségben, és a felnőtteket látványos aurával veszi körül, míg gyerekek körül nem látható a Por. A szenvedélyes tudós nagybácsi pénzt kér a Kollégiumtól e rendkívüli jelenség tanulmányozására, és bár a Mester nagyon eltökélt, hogy nem ad, Lord Asriel mégis kicsikarja, és azonnal északra utazik. Lyra élete pedig visszatér a normális kerékvágásba: csatangolás a gyiptus gyerekekkel a kikötőben, vagy Rogerrel, a konyhai személyzet egy belevaló ivadékával a kollégiumi épületek tetőin, vagy - ha izgalmasabb nem akad - beszélgetés valamelyik tudóssal, mind szakterületük tekintélyes és független kutatói.
Amikor egy új városi pletyka alanyai, az Átkosok elrabolják barátját, Rogert, Lyra megfogadja, hogy megmenti őt. Erre hamarosan alkalom kínálkozik, hiszen egy befolyásos hölgy, Mrs. Marisa Coulter felajánlja, hogy elviszi Lyrát a Jordan Kollégiumból, és tanonc-asszisztensévé fogadja. Lyra szinte "beleszeret" az elbűvölő, csodálatosan szép és okos nőbe, boldogan fogadja el az ajánlatot, és azonnal indulni kész. Távozása előtt a kollégium Mestere titokban magához hívatja. Szomorúan, mint aki tudja, mi lesz a vége, veszi tudomásul Lyra rajongását Mrs. Coulter iránt, de nem is akarja megóvni tőle. Egy nagy értékű tárgyat bíz rá: egy aletiométert, igazságmérőt. Az eszköz, mely egy arany iránytűhöz hasonlít, képes felfedni a választ bármilyen kérdésre használója előtt. Habár Lyra még nem képes olvasni a műszer válaszaiból, magával viszi Mrs. Coulterhez. A hölgy később akkor válik gyanússá, amikor daimónja, egy aranyszőrű selyemmajom Lyra szobájában az aletiométer után kutat.
Egy Mrs. Coulter által tartott összejövetelen Lyra megtudja, hogy Mrs. Coulter az Áldozárok Testülete nevű szervezet vezetője, amely azonos az "Átkosokkal", a gyermekrablások elkövetőivel. A felfedezés után Lyra kihasználja a parti nyüzsgését, és észrevétlenül megszökik.
Szökése után a nagyhatalmú Mrs. Coulter országszerte keresteti. Már majdnem elkapják, amikor az oxfordi kikötőből jól ismert gyiptusok - egy nomád, hajós nép - mentik meg, akiktől Lyra megtudja, hogy a szülei valójában Lord Asriel és Mrs. Coulter. Valamint arról is tudomást szerez, hogy sok Roger korabeli gyermek tűnt el gyiptus családokból is, ezért e büszke, szabad nép tanácskozásra sereglik össze, hogy egy északnak irányuló expedíciót szervezzen, hogy megmentsék az eltűnt gyermekeket. A gyiptusokkal töltött idő alatt Lyra önerőből megtanulja használni az aletiométert.
Lyra csatlakozik az északra induló expedícióhoz, és útközben rájön, hogy az Átkosok által elrabolt gyerekektől kísérleti céllal elvágják a daimónjukat. Nem sokkal ezután a csapatot megtámadják, Lyrát pedig elrabolják, és a Bolvangari kísérleti állomásra viszik.
Odabent Lyra rátalál Rogerre, és tervet eszel ki a szökésre. Időközben újra találkozik Mrs. Coulterrel, aki megpróbálja megszerezni tőle az aletiométert. Miután ismételten kiszabadul a nő karmai közül, Lyra kivezeti a többi gyermeket az állomásról. Lee Scoresby (egy aeronauta, a gyiptusok szövetségese) menti meg őt hőlégballonjával. Velük tart Roger, és egy páncélos jegesmedve, Iorek Byrnison, aki a páncélos medvék száműzött hercege.
Miután megtalálta Rogert, Lyra el akarja juttatni az aletiométert Lord Asrielnek, aki Svalbardon, a jegesmedvék földjén raboskodik az egyház haragját kiváltó, Porral kapcsolatos kísérletei miatt. Svalbard felé tartva szirti rémek támadnak hőlégballonjukra; Lyra kirepül a kosárból, de biztonságban ér földet, ahol páncélos medvék fogják el. Lyra sikeresen kijátssza trónbitorló királyukat, Iofur Raknisont, lehetővé téve, hogy Iorek Byrnison megküzdhessen jogos trónjáért. Ezek után Lord Asrielhez utazik Iorek és Roger kíséretében.
Raboskodása ellenére Lord Asriel akkora befolyással bír, hogy összegyűjti a Porral kapcsolatos kísérletéhez szükséges felszerelést. Miután elmagyarázza Lyrának, hogy a Por egy másik világból sugárzik át, valamint hogy léteznek párhuzamos világok, Lord Asriel elviszi Rogert, és Lyra minden igyekezete ellenére elválasztja daimónjától a fiút, ezzel megölve őt. Mindez hatalmas energiát szabadít fel, ami Lord Asriel kísérletei folytán átjárót nyit egy párhuzamos világba. Lord Asriel átlép az új világba, Lyra pedig követi őt Pantalaimon tanácsára. Ezzel zárul az első könyv, a történet pedig innen folytatódik A titokzatos kés című kötetben.
|  | Itt a vége a cselekmény részletezésének! |

## Elismerések
Az Északi fény 1995-ben elnyerte a Carnegie Medal díjat, 2007-ben pedig a Carnegie Medal bírálóbizottsága az elmúlt 70 év tíz legfontosabb ifjúsági regénye közé választotta. A brit The Observer lap minden idők 100 legjobb regénye közt tartja számon.

## Filmadaptáció
A New Line Cinema 2007. december 5-én mutatta be a könyv alapján készült filmet, Az arany iránytű címmel, Daniel Craig és Nicole Kidman főszereplésével. A mozifilm 180 millió dolláros költségvetéssel készült, Chris Weitz rendezésében. A főszereplő Lyrát Dakota Blue Richards alakítja, mely egyben filmes debütálása is.